# Radujte se prijatelji
Radujte se prijatelji naziv je kompilacije hitova od 1975. do 2010. pjevačice Nede Ukraden.

## Popis pjesama
1. - Boli, boli (3:37)
2. - Šumi, šumi javore (3:39)
3. - Idi neću zaplakati (3:14)
4. - Dragi mi se ženi (2:59)
5. - Posluži nas srećo (3:19)
6. - Ostarit' ću čekajući na te (4:44)
7. - Srce u srcu (2:57)
8. - Svatovi (3:3
9. - Kažu da te ostavim (3:40)
10. - Nisi ti bio za mene (3:1
11. - Nije tebi do mene (2:53)
12. - Zora je (Live) (3:23)
13. - Oči tvoje govore (Live) (4:10)
14. - Dalmacijom zagrljeni (3:34)
15. - Megamix (Vrati se s' kišom, Šaj, ne zovi me u ponoć) (5:25)
16. - Tetovaža (duet Ivan Zak) (3:20)

## O albumu
Album je koncipiran tako da prati razvoj bogate, 40 godina duge glazbene karijere pjevačice Nede Ukraden. Inspiraciju za naziv albuma Neda je pronašla u početnom stihu prve pjesme na kompilaciji - Radujte se prijatelji kad ne mogu ja...
Na albumu se nalaze najveći i najuspješniji hitovi koji na zvučni zapis nisu snimljeni u originalnom obliku, već je za njih urađen potpuno novi aranžman. Iznimka na albumu su pjesme "Dalmacijom zagrljeni" i duetska pjesma s mladim hrvatskim pjevačem Ivanom Zakom "Tetovaža" jer one do sada nisu bili uvrštene ni na jednom Nedinom albumu. 
Pjesma "Dalmacijom zagrljeni" (autor teksta i glazbe - Ivan Šegedin; autor aranžmana - Toni Eterović) premijerno je izvedena 2010. godine na Marko Polo Festivalu na Korčuli gdje je Neda osvojila Grand Prix i prvo mjesto, dok je "Tetovaža" snimljena u rujnu iste godine.